# إعادة تخطيط القشرة المخية
إعادة تخطيط القشرة المخية (بالإنجليزية: Cortical remapping)‏، والتي يشار إليها أيضًا باسم إعادة التنظيم القشري، هي العملية التي تتأثر بها الخريطة القشرية الحالية بمحفز ينتج عنه إنشاء خريطة قشرية "جديدة". كل جزء من الجسم متصل بالمنطقة المقابلة في الدماغ والتي تشكل خريطة قشرية. عندما يحدث شيء ما يعطل الخرائط القشرية مثل بتر أو تغيير في خصائص الخلايا العصبية، فإن الخريطة لم تعد ذات صلة. الجزء من الدماغ المسؤول عن الطرف المبتور أو التغيير العصبي سيهيمن عليه المناطق القشرية المجاورة التي لا تزال تتلقى الإشارات الداخلة، وبالتالي إنشاء منطقة معاد تنظيمها. يمكن أن تحدث إعادة التخطيط في النظام الحسي أو الحركي. قد تكون آلية كل نظام مختلفة تمامًا. تحدث إعادة رسم الخرائط القشرية في نظام الحسية الجسدية عندما يكون هناك انخفاض في المدخلات (الإشارات الداخلة) الحسية للدماغ بسبب نزع البصمة أو البتر، بالإضافة إلى زيادة المدخلات الحسية في منطقة من الدماغ. يتلقى النظام التحريكي عند إعادة التخطيط ردود فعل محدودة قد يصعب تفسيرها.

## التاريخ

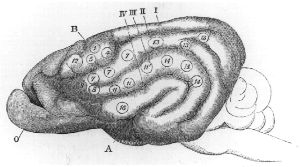
تمثيل خريطة قشرية لكلب بواسطة David Ferrier

### تحديد الموقع
كان ويلدر بنفيلد، جراح الأعصاب، من أوائل من رسم الخرائط القشرية للدماغ البشري. عند إجراء عمليات جراحية في الدماغ على المرضى الواعين، كان بنفيلد يلمس إما خريطة الدماغ الحسية أو الحركية للمريض، الموجودة على القشرة الدماغية، بمحس كهربائي لتحديد ما إذا كان المريض يمكنه ملاحظة إحساس معين أو حركة في منطقة معينة من الجسم. اكتشف بنفيلد أيضًا أن الخرائط الحسية أو الحركية كانت طوبوغرافية (موضعية). من المحتمل أن تكون مناطق الجسم المجاورة لبعضها البعض متجاورة على الخرائط القشرية.
من عمل بنفيلد خلص المجتمع العلمي إلى أن الدماغ يجب أن يكون ثابتًا وغير قابلا للتغيير لأن منطقة معينة من الدماغ تتوافق مع نقطة معينة في الجسم. ومع ذلك، فقد طعن مايكل ميرزينيتش في هذا الاستنتاج، ويعتبر كثيرون مايكل ميرزينيتش"الباحث الرائد في العالم عن مرونة الدماغ."

### الليونة
في عام 1968، أجرى مايكل ميرزينيتش واثنان من جراحي الأعصاب، هما Ron Paul و Herbert Goodman، تجربة لتحديد التأثيرات على الدماغ بعد قطع مجموعة كبيرة من الأعصاب المحيطية في أيدي القرود المراهقة والتي بدأت في التجدد مرة أخرى. كانوا يعلمون أن الجهاز العصبي المحيطي يمكن أن يجدد نفسه، وأحيانًا أثناء هذه العملية تقوم الخلايا العصبية بإعادة توصيل نفسها عن طريق الصدفة. وقد ستتصل هذه "الأسلاك" بطريق الخطأ بمحور عصبي مختلف، مما يؤدي إلى تحفيز العصب الخطأ. أدى هذا إلى إحساس "التوطين الزائف" ؛ عندما يلمس المريض منطقة معينة من الجسم، فإن تلك اللمسة كانت في الواقع محسوسة في جزء مختلف من الجسم.
لفهم هذه الظاهرة بشكل أفضل في الدماغ، استخدمت أقطاب كهربائية دقيقة لرسم خريطة دقيقة لخريطة القرد القشرية ليد القرد. تم قطع الأعصاب الطرفية وخياطتها بالقرب من بعضها البعض لملاحظة دليل على عبور "توصيلات " محور عصبي أثناء التجديد. وبعد سبعة أشهر ،أعيد رسم الخريطة القشرية لأيدي القرود ووجد أن الخريطة بدت طبيعية بشكل أساسي، مع عدم وجود "معبر سلكي" كما هو متوقع. وخلصوا إلى ما إذا كانت الخريطة القشرية قادرة على "تطبيع" نفسها عند تحفيزها باشارات مدخلات غير منتظمة أن دماغ البالغين يجب أن يكون لدن.
ساعدت هذه التجربة في إثارة التساؤل عن "الحقيقة" العلمية القائلة بأن دماغ البالغين ثابت ولا يمكنه الاستمرار في التغيير خارج الفترة الحرجة، خاصة بواسطة ميرزينيتش. في وقت لاحق من حياته المهنية، أجرى ميرزنيتش تجربة سلطت الضوء على وجود إعادة رسم الخرائط القشرية والمرونة العصبية. قام ميرزنيتش وزميله عالم الأعصاب، Jon Kaas، بقطع العصب المتوسط ليد قرد، والذي يبعث الإحساس بمنتصف اليد، لمعرفة الشكل الذي ستبدو عليه الخريطة العصبية المتوسطة عندما يتم قطع كل المدخلات بعد فترة شهرين. عندما تم إعادة رسم اليد، وجد أنه عند لمس منتصف اليد لم يحدث أي نشاط في موقع العصب المتوسط. ولكن عندما تم لمس جانبي يد القرد، تم العثور على نشاط في موقع العصب المتوسط على الخريطة. وهذا يعني أن إعادة التخطيط القشري قد حدث في العصب المتوسط. أعادت الأعصاب المرتبطة بالجوانب الخارجية ليد القرد تصميم نفسها للاستيلاء على "البنية القشرية" التي أصبحت متاحة الآن بعد فصل العصب المتوسط.

### الجهاز الحسي
يمكن أن تقوم إعادة رسم خرائط النظام الحسي بالتنظيم الذاتي بسبب البنية الزمانية المكانية للمدخلات input. هذا يعني أن موقع وتوقيت الإدخال مهمان لإعادة التخطيط في النظام الحسي. توضح دراسة أجراها Gregg Recanzone ذلك من خلال معرفة ما إذا كان بإمكان القرد التمييز بين محفز للاهتزازات عالية التردد ومحفز منخفض التردد، والتي يتم توصيلها إلى طرف إصبعه في مكان ثابت. بمرور الوقت أصبح القرد أفضل في تحديد الاختلافات في تردد الاهتزاز. عندما تم تعيين الإصبع على الخريطة، وجد أن الخريطة متدهورة وغير متحسنة. نظرًا لأن المحفزات تم إجراؤها في موقع ثابت، فقد كان كل شيء متآثرا وبالتالي تم اختياره، مما أدى إلى خريطة بدائية. أجريت التجربة مرة أخرى ولكن مع اختلاف مواقع الاهتزازات العالية والمنخفضة في أجزاء مختلفة من طرف إصبع القرد. كما كان من قبل، تحسن القرد بمرور الوقت. وعندما تم إعادة رسم إصبع القرد، وجد أن الخريطة الأولية السابقة قد تم استبدالها بخريطة أفضل لأطراف الأصابع ؛ وتظهر جميع الأماكن المختلفة التي حدث فيها التحفيز في مواقع مختلفة من الإصبع. أظهرت هذه الدراسة أنه على مدار فترة زمنية، يمكن إنشاء خريطة من محفز موضعي ثم تغييرها بواسطة منبّه متغير الموقع.

فصوص المخ

### النظام الحركي
يتلقى إعادة تعيين النظام الحركي، مقارنةً بإعادة تعيين النظام الحسي ردود فعل feedback محدودة قد يصعب تفسيرها. عند النظر إلى خرائط النظام الحركي، نجد أن آخر مسار للحركة يحدث في القشرة الحركية لا ينشّط العضلات بشكل مباشر ولكنه يتسبب في خفض نشاط الخلايا العصبية الحركية. هذا يعني أن هناك احتمال أن تأتي إعادة رسم الخرائط في القشرة الحركية من تغييرات في جذع الدماغ والحبل الشوكي وهي مواقع يصعب تجربتها بسبب صعوبة الوصول إليها.
تساعد دراسة أجرتها الباحثة Anke Karl في توضيح سبب اعتماد النظام الحركي على النظام الحسي فيما يتعلق بإعادة التخطيط القشري. وجدت الدراسة علاقة قوية بين إعادة رسم الخرائط القشرية الحسية الجسدية والحركية بعد البتر وآلام الأطراف الوهمية. افترضت الدراسة أن إعادة تنظيم القشرة الحسية الجسدية يمكن أن تؤثر على اللدونة في النظام الحركي لأن تحفيز القشرة الحسية الجسدية يؤدي إلى تقوية طويلة المدى في القشرة الحركية. وخلصت الدراسة إلى أن إعادة تنظيم القشرة الحركية قد تكون تابعة فقط للتغيرات القشرية في القشرة الحسية الجسدية. يساعد هذا في دعم سبب محدودية رد الفعل إلى النظام الحركي وصعوبة تحديدها لإعادة التخطيط القشري.

## تطبيقات
تساعد إعادة رسم الخرائط القشرية الأفراد على استعادة وظائفهم بعد إصابة.

### الأطراف الوهمية
الأطراف الوهمية هي أحاسيس يشعر بها مبتورو الأطراف تجعلهم يشعرون أن أطرافهم المبتورة لا تزال موجودة. في بعض الأحيان يمكن أن يشعر مبتورو الأطراف بألم من أطرافهم الوهمية. وهذا ما يسمى بألم الأطراف الوهمية (PLP).
يعتبر ألم الأطراف الوهمية ناتجًا عن إعادة التنظيم القشري الوظيفي، والتي تسمى أحيانًا لدونة غير قادرة على التكيف للقشرة الحسية الحركية الأولية. تعديل هذا التنظيم القشري لديه القدرة في المساعدة على تخفيف ألم الأطراف الوهمية. وقد أجريت إحدى الدراسات بتعليم مبتوري الأطراف على مدى أسبوعين لتحديد أنماط مختلفة من المحفزات الكهربائية التي يتم تطبيقها على جذعهم للمساعدة في تقليل ألم الأطراف الوهمية. ووٌجد أن التدريب قلل من ألم الأطراف الوهمية في المرضى وعَكَس إعادة التنظيم القشرية التي حدثت سابقًا.
ومع ذلك، تشير دراسة حديثة أجرتها Tamar R. Makin إلى أنه بدلاً من ألم الأطراف الوهمية التي تسببها اللدونة غير القادرة على التكيف، فقد تكون هي سبب الألم في الواقع. تقترح فرضية اللدونة غير القادرة على التكيف أنه بمجرد فقدان المدخلات الواردة من البتر، ستبدأ المناطق القشرية المتاخمة لنفس منطقة البتر في غزو المنطقة والسيطرة عليها، مما يؤثر على القشرة الحسية الأولية، ويبدو أنها تسبب ألم الأطراف الوهمية. يجادل ماكين الآن بأن ألم الأطراف الوهمية المزمن قد يتم "تشغيله" فعليًا من خلال "مدخلات مسبب للألم من أسفل إلى أعلى أو مدخلات من أعلى إلى أسفل من مناطق الدماغ المرتبطة بالألم" وأن الخرائط القشرية للبتر تظل سليمة بينما يكون "الاتصال بين المناطق" مضطربا.

### السكتة الدماغية
يتم تمكين المرونة العصبية بعد السكتة الدماغية من خلال دوائر هيكلية ووظيفية جديدة تتشكل من خلال إعادة التخطيط القشري. تحدث السكتة الدماغية عندما لا يكون هناك ما يكفي من تدفق الدم إلى الدماغ، مما يتسبب في تلف عصبي منهك. الأنسجة التي تحيط بالاحتشاء (المنطقة المتضررة من السكتة الدماغية) قللت من تدفق الدم وتسمى بالمنطقة الحدودية الإفقارية. على الرغم من تضرر التشعبات الموجودة في الظلال بسبب السكتة الدماغية، إلا أنها يمكن أن تتعافى أثناء استعادة تدفق الدم (ضخه) إذا تم إجراؤها في غضون ساعات إلى بضعة أيام من السكتة الدماغية بسبب حساسية الوقت. بسبب ضخه في القشرة المحيطة بالاحتشاء (الموجودة بجوار احتشاء)، يمكن للخلايا العصبية أن تساعد في إعادة البناء الهيكلي والوظيفي النشط بعد السكتة الدماغية.

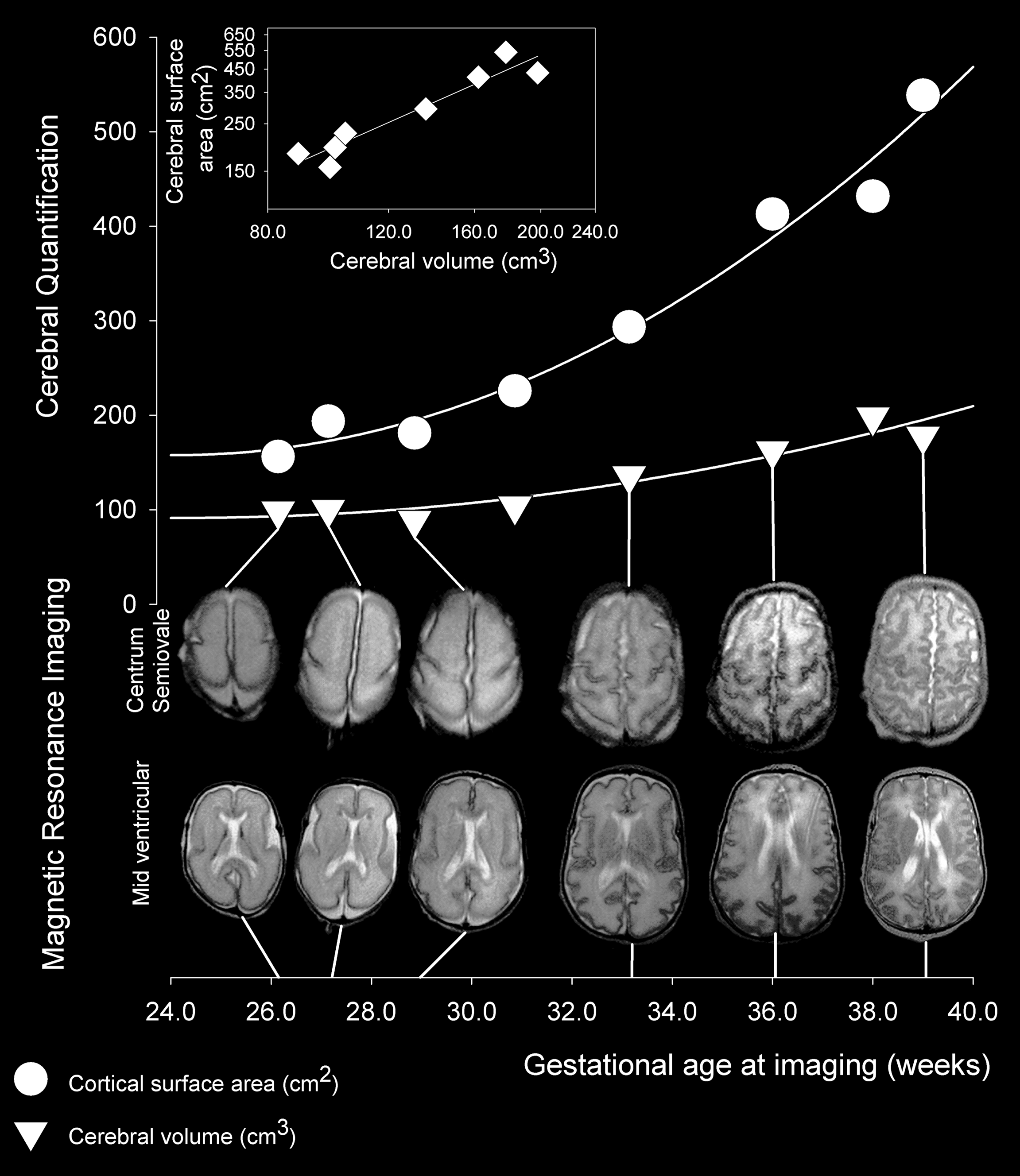
المراحل الأولية من التطور القشري

إعادة رسم الخرائط القشرية تعتمد على النشاط والتنافسية. تتنافس المناطق المحيطة بالاحتشاء التي تتعافى والتي تحتوي على دوائر مصابة مع الأنسجة السليمة على مساحة الخريطة القشرية. تم إجراء دراسة في الجسم الحي بواسطة مورفي باستخدام الفئران للمساعدة في تحديد تسلسل وحركية إعادة رسم الخرائط القشرية المحيطة بالاحتشاء بعد سكتة دماغية. أظهرت الدراسة أنه بعد ثمانية أسابيع من حدوث سكتة دماغية في القشرة الحسية للأطراف الأمامية للفأر، كان الجزء "الباقي" قادرًا على نقل الإشارات الحسية المحسنة على الفور إلى القشرة الحركية، مما أدى إلى إعادة تخطيط الوظيفة الحسية. قام الفأر الذي تعرض لسكتة دماغية بإعادة تخطيط الاستجابات التي استمرت لفترة أطول وانتشرت بعيدًا عن القشرة الحركية أكثر من تلك الموجودة في عنصر التحكم. هذا يعني أن استعادة الوظائف الحسية بعد إعادة تشكيل السكتة الدماغية والقشرة تشير إلى حدوث تغييرات في الانتشار الزماني والمكاني للمعلومات الحسية.
يوجد نموذج للتعافي من السكتة الدماغية اقترحه "مورفي " يتضمن البدء بآليات التماثل الساكن (تتلقى الخلايا العصبية المقدار المناسب من المدخلات المشبكية synaptic input ) في بداية التعافي من السكتة الدماغية. سيؤدي هذا إلى إعادة النشاط في المناطق المصابة بالسكتة الدماغية من خلال تغييرات في الدوائر الهيكلية والوظيفية. يمكن بعد ذلك أن تقوي اللدونة المشبكية المعتمدة على النشاط، تقوي وتحسن الدوائر عندما يتم تجنب بعض الدوائر الحسية والحركية. يمكن لمناطق الدماغ ذات وظيفة جزئية أن تتعافى داراتها خلال بضعة أيام أو أسابيع من خلال إعادة التخطيط.
إعادة رسم الخرائط القشرية بعد السكتة الدماغية يمكن مقارنتها بنمو الدماغ الأولي. على سبيل المثال، إعادة التخطيط التي تحدث في التعافي الحركي بعد السكتة الدماغية تشبه أنماط الحركة الماهرة التي يتعلمها الطفل. على الرغم من أن هذه معلومات مهمة جدًا حول تطوير خطط التعافي لمرضى السكتة الدماغية فمن المهم أن تضع في اعتبارك أن دوائر مريض السكتة الدماغية مختلفة تمامًا عن تلك الموجودة في الدماغ النامي، فقد تكون أقل استجابة.

## اقرأ أيضا
- الخريطة القشرية

## للقراءة المتعمقة
- Doidge، MD، نورمان (2007). الدماغ الذي يغير نفسه. مجموعة البطريق. ص. 45-92.